# Chiropsella bronzie
La Chiropsella bronzie Gershwin, 2006 è una specie di cnidari cubozoi tropicali della famiglia Chiropsalmidae.

## Descrizione
La C. bronzie (inizialmente descritta come Chiropsalmus n. sp. A da Lisa-Ann Gershwin) possiede fino a nove tentacoli per ogni pedalium (l'appendice muscolosa alla base della campana cubica), i quali sono, come per le altre meduse del genere Chiropsella sottili e a sezione circolare. La C. bronzie si distingue dalle altre Chiropsella per gli otto diverticula, ossia i sacchetti gastrici, i quali sono a due a due separati e non uniti, come è per la C. rudloei e la C. bart.
Dal punto di vista della pericolosità della C. bronzie, questa specie non è pericolosa per gli umani e in genere, le meduse del genere  Chiropsella non sono note per essere particolarmente velenose, al contrario di altre specie di chirodropidi.

### Una medusa miope
Come per le altre cubomeduse, la C. bronzie dispone di 24 occhi distribuiti su quattro ropali lunghi 650–750 µm (quindi relativamente grossi). Il sistema visivo di ogni ropalio è composto da due occhi dotati di lenti, da due occhi a mandorla e due a forma di nocciolo, questi ultimi hanno una struttura più semplice e sono più piccoli in dimensioni. Questa medusa si distingue per avere una visione particolarmente fuori fuoco: i due occhi provvisti di lenti rimuovono dall'immagine tutti i dettagli tranne i più importanti e grossolani. Questo effetto è dovuto alla forte vicinanza fra retina e lente del cristallino, la quale è inoltre anche dalla forma appiattita e non sferica. L'occhio lenticolare superiore ha una retina incompleta che gli impedisce di vedere oggetti grandi; ciò è dovuto in parte ad un'altra caratteristica peculiare del sistema visivo della C. bronzie: la cavità gastro-vascolare penetra all'interno del ropalio, creando una sacca dietro agli occhi. Di contro, può creare ombre sui contorni di forti sorgenti di luce come il sole o la luna e quindi aiutare la medusa a dirigersi rispetto alla spiaggia.
Come la  Tripedalia cystophora, la C. bronzie ha un campo visivo molto ampio ed è capace di evitare ostacoli grazie alla vista, anche se in modo meno efficace. Si sospetta che l'ambiente sabbioso nel quale evolve la C. bronzie non necessiti di un sistema visivo elaborato, dato che è privo di ostacoli.

## Distribuzione e habitat
La C. bronzie si trova nelle acque tropicali del Queensland australiano, nella regione compresa fra Cooktown e Townsville. Vive nelle acque poco profonde vicino alle coste sabbiose, mentre non si sa in quale possa essere l'habitat per i polipi di questa specie.
Si nutre quasi esclusivamente di gamberi (Acetes australis) che caccia attivamente, inseguendoli e stordendoli -od uccidendoli- con il suo veleno.